# Cirtone
Cirtone (en grec antic Κυρτώνη), anomenada més tard Círtones (Κύρτωνες) va ser una antiga ciutat grega que va pertànyer en uns períodes a la Lòcrida i en altres a Beòcia. Estava situada a l'est del llac Copais.
Pausànias la situa a 20 estadis de la ciutat de Hyettos, damunt d'una muntanya, amb un bosquet sagrat on hi havia un temple d'Apol·lo, amb estàtues d'Apol·lo i Àrtemis, i on també hi havia una font d'aigua freda amb una capella dedicada a les nimfes. Hi ha notícies de que cada primavera s'hi celebrava un festival, segurament dedicat a Apol·lo i Àrtemis.